# Lampides enganicus
Lampides enganicus är en fjärilsart som beskrevs av Hans Fruhstorfer 1921. Lampides enganicus ingår i släktet Lampides och familjen juvelvingar. Inga underarter finns listade i Catalogue of Life.